# Gotthard Arnér
Ernst Åke Gotthard Arnér, född 21 april 1913 i Arby, död 27 juli 2002 i Dalarö, var en svensk organist. 
Gotthard Arnér var domkyrkoorganist först i Växjö domkyrka (1936–1953) och sedan i Storkyrkan i Stockholm. Han var lärare vid Kungliga Musikhögskolan i Stockholm. Arnér var ledamot av Kungliga Musikaliska Akademien och erhöll professors namn 1979. Tillsammans med organisten Alf Linder var han drivande i den svenska delen av orgelrörelsen.
Han var gift åren 1937–1967 med Borghild Cedermark (1911–2001), och därefter från 1968 med Barbro E. Brataas (1932–2019), född Månthén. Författaren Sivar Arnér var Gotthard Arnérs äldre bror och Ivar Arnér hans yngre.
Gotthard Arnér är begravd på Lovö kyrkogård.

## Gotthard Arnér-stipendiet för orgelkonstens främjande
På Arnérs 80-årsdag 1993 instiftades Gotthard Arnér-stipendiet för orgelkonstens främjande av Stockholms stifts kyrkomusikerförening. Bland stipendiaterna finns:
- 1996: Mark Falsjö (förste mottagare av priset)
- 2003: Stig Gustav Schönberg
- 2006: Johan Hammarström
- 2008: Hans Fagius[9]
- 2011: Ralph Gustafsson[10]
- 2014: Ingrid Melltorp[11]
- 2017: Marcus Torén[11]
- 2024: Sune Fondell.[12]

## Priser och utmärkelser
- 1962 – Ledamot nr 700 av Kungliga Musikaliska Akademien
- 1979 – Professors namn
- 1980 – Litteris et Artibus
- 1984 – Medaljen för tonkonstens främjande

## Verk i urval

### Orgelverk
- Himlarna förtälja och Volontary i A-dur
- Min vilotimma ljuder
- Sex fugor (H P Johnsen)
- Cantata, Sonata, Odes & Fugues (H P Johnsen)
- Overture i d-dur (efter Johan Helmich Roman)
- Svit för klaverinstrument nr 1

### Sånger
- Min vilotimma ljuder (trad.). Bearbetad för soloröst och orgel

### Körverk
- Var välkommen, Jesu kär

## Diskografi
- 1970 – Gotthard Arnér spelar orgel i Stora Tuna kyrka – EMI LP33
- 1960 – Gotthard Arnér spelar på Hycklingorgeln i Statens Historiska Museum
- 1973 – Gotthard Arnér spelar på äldre orglar i Sverige och... – Ljudupptagning
- 1993 – Maestro! / Gotthard Arnér spelar på äldre orglar i Sverige och Finland – Proprius
- 1994 – Gotthard Arnér plays Old Swedish Organs – Proprius
- 2002 – Swedish Organ Maestro Plays. Gotthard Arner (Artist) – Proprius